# راندي رايت
راندي رايت (بالإنجليزية: Randy Wright)‏ هو لاعب كرة قدم أمريكية أمريكي، ولد في 12 يناير 1961 في سانت تشارلز في الولايات المتحدة.

## وصلات خارجية
- راندي رايت على موقع مرجع كرة القدم المحترفة.كوم (الإنجليزية)